# Літературна премія імені Єжи Жулавського
Літературна премія імені Єжи Жулавського (пол. Nagroda Literacka im. Jerzego Żuławskiego) — польська літературна премія з фантастики, заснована у 2008 році за ініціативою Анджея Зимняка та під патронатом Спілки польських письменників, яка вручається авторам найкращих польських літературних творів у галузі фантастики, які були видані протягом попереднього календарного року. Патроном нагороди є Єжи Жулавський, який, як автор «Місячної трилогії», вважається основоположником польської наукової фантастики.
Номінації до нагороди визначаються голосуванням запрошених огкомітетом спеціальник виборщиків, які повинні бути такими шанувальниками та читачами фантастики, які здатні формувати громадську думку з питань літератури. На другому етапі конкурсу лауреатів обирає спеціальне журі, також шляхом голосування, причому журі може додатково визначати власні номінації. До складу журі входять літературознавці, які професійно займаються польською фантастикою. Окрім головної нагороди вручаються також золота і срібна відзнаки. Перших лауреатів премії оголошено 21 жовтня 2008 року.

## Лауреати премії
| Рік  | Головна нагорода                                                 | Золота відзнака                                | Срібна відзнака                       | Інші номінації (згідно кількості набраних балів) |
| ---- | ---------------------------------------------------------------- | ---------------------------------------------- | ------------------------------------- | --- |
| 2008 | Яцек Дукай Крига                                                 | Лукаш Орбітовський Втрачаючи тепло             | Щепан Твардох Епіфанія вікарія Тшаски | Ярослав Гжендович Господар Льодового Саду, t. 2, Яцек Комуда Ланцутьський чорт, Майя Лідія Коссаковська Руда Зграя, Віт Шостак Оберки аж до кінця світу |
| 2009 | Рафал Косик Хамелеон                                             | Кшиштоф Піскорський Скалка, т. I               | Анна Бжезінська Нічия земля           | Войцех Шида Місто душ, Вітольд Яблонський Fryne hetera, Анна Бжезінська i Гжегож Вісневський Похвала садам                                              |
| 2010 | Міхал Протасюк Структура                                         | Анна Каньтох Передмісячні, т. I                | Лукаш Орбітовський Святий Вроцлав     | Спеціальна нагорода: Яцек Дукай Воронець Мацей Гузек Третій світ, Ярослав Гжендович Господар Льодового Саду, т. 3, Анна Бжезінська Літній дощ. Стилет   |
| 2011 | Віт Шостак Хохоли                                                | Яцек Дукай Лінія опору                         | Марек Губерат Vatran Auraio           | Щепан Твардох Вічний Грюнвальд, Томаш Колодзейчак Чорний горизонт, Вавжинець Поджуцький Повністю озеленені мости                                        |
| 2012 | Яцек Дукай Science fiction                                       | Віт Шостак Думановський                        | Міхал Протасюк Свято революції        | Павел Матушек Кам'яна темрява, Кшиштоф Піскорський Кривизна часу, Себастьян Узнанський Herrenvolk                                                       |
| 2013 | Анна Каньтох Чорне                                               | Лукаш Орбітовський Видива                      | Роберт Веґнер Небо зі сталі           | Віт Шостак Фуга, Марек Губерат Портал, прикрашений статуями, Ярослав Гжендович Господар Льодового Саду, т.4                                             |
| 2014 | Цезарій Збешховський Голокост F                                  | Кшиштоф Піскорський Тіньорит                   | Адам Пшехшта Гамбіт Великопольського  | Лукаш Орбітовський Щаслива земля, Анна Каньтох Передмісячні, т. 2–3, Анджей Сапковський Сезон бур                                                       |
| 2015 | Павел Майка Мир світів                                           | Павел Палінський Поляроїди з місця винищення   | Міхал Холєва Forta                    | Томаш Колодзейчак Білий редут, т.1, Міхал Протасюк Ad Infinitum, Ельжбета Херезінська Невидима корона                                                   |
| 2016 | Павел Майка Небесні пасовища                                     | Якуб Малецький Дрижання                        | Роберт Веґнер Пам'ять усіх слів       | Віт Шостак Повернення ізсередини, Магдалена Козак Сльози диявола, Анна Каньтох Таємниця Біснуватого Лісу                                                |
| 2017 | Кшиштоф Піскорський Сорок і чотири                               | Радек Рак Порожнє небо                         | Яцек Інґлот Польща 2.0                | Міхал Холєва Inwit, Павел Матушек Onikromos, Агнєшка Галас Ольга і гостряки                                                                             |
| 2018 | Рафал Косик Розарій                                              | Анна Каньтох Непевність                        | Павел Майка Війни у просторі          | Ельжбета Херезінська Палаюча корона, Павел Майка Берсерк, Ярослав Ґжендович Hel 3, Зигмунд Мілошевський Як завжди                                       |
| 2019 | Яцек Дукай Імперія хмар                                          | Анна Бжезінська Вода на ситі. Апокриф чаклунки | Роберт Веґнер Кожен мертвий сон       | Марта Кісєль Глибина, Міхал Холєва Сенте, Анна Каньтох Таємниця тринадцятої години, Мартина Радуховська Спектр                                          |
| 2020 | Радек Рак Байка про зміїне серце, або друге слово про Якуба Шелю | Яцек Денель Але з нашими померлими             | Ян Мащишин Necrolotum                 | Цезарій Збешховський Викривлення, Павел Майка Єдині: Стежки крові, Агнєшка Галас Спів пригноблених                                                      |
| 2021 | Войцех Гуня Дім Мотта (Дім усіх снів)                            | Ромуальд Павляк Подарувати небо                | Зємовіт Щерек Хам із кулею в голові   | Агнєшка Галас Чернь не забуває, Міхал Холєва Дика карта, Ельжбета Херезінська Відроджене королівство                                                    |
| 2022 | Магдалена Салік Полум'я                                          | Міхал Цетнаровський Гноза                      | Ян Мащишин Хронометр                  | Магдалена Кубасевич Все поглине море, Адам Пшехшта Слуга крові, Магдалена Куценти Зодіаки:Генократія                                                    |
| 2023 | Радек Рак Агла. Алеф                                             | Ольга Токарчук Емпузіон                        | Адам Пшехшта Слуга честі              | Ян Мащишин Бролія. Оповідь з прикордоння світів, Ромуальд Павляк Вільний як Гамільтон, Павел Матушек Парабелла                                          |
| 2024 | Іштван Візварі Лагранж. Листи із Землі                           | Павел Матушек Сходження49                      | Радек Рак Агла. Аврора                | Рафал Косик Кіберпанк77. Без випадковостей, Міхал Холєва Алгоритм війни. Гра на ненульову суму, Юстина Ганкус Дві з половиною душі. Фольк нуар          |

## Склад журі
До складу журі входять:
- Професор Антоній Смушкевич[pl] (голова)
- Доктор габілітований Даріуш Бжостек
- Доктор габілітований Моніка Бжостович-Кляйн
- Доктор габілітований Анна Гемра
- Доктор Дорота Гуттфельд
- Доктор габілітований Войцех Кайтох
- Доктор Маріуш Мацей Лєсь
- Доктор Адам Мазуркевич
- Доктор Івонна Пєнта
- Доктор Едита Рудольф
- Доктор Єжи Шея
- Доктор габілітований Мацей Врублевський

Колишні члени журі:
- Лех Єнчмик
- Павел Матушек
- Доктор Ксенія Олькуш
- Войцех Орлінський
- Мацей Паровський